# Zabana
Zabana (též kia) je austronéský ysabelský jazyk. Mluví jím asi 3400 lidí na Šalomounových ostrovech na ostrově Santa Isabel. Je to jediný ysabelský jazyk, ve kterém se tisknou noviny a knihy. Není to ale nejrozšířenější ysabelský jazyk, tímto jazykem je čeke holo. Je to též jediný ysabelský jazyk, který je na Santa Isabel úřední. Zabanou se mluví v severní části ostrova, Je podobná dalším ysabelským jazykům (čeke holo, kokota). Tento jazyk nahradil dnes již mrtvý mrtvý jazyk laghu.

## Některá slova v zabaně
(Výslovnost je zapsána v IPA)
| Česky     | Zabanou    |
| Vidět     | fifini     |
| Pít       | ketuhu     |
| Spát      | epu        |
| Padat     | riufu/zɔɣu |
| Jíst      | mahai      |
| Stát      | tetu       |
| Šít       | tena       |
| Zvracet   | mumuti     |
| Plynout   | ɔrɔ/kɔtɔrɔ |
| Kopat     | hara       |
| Matka     | uke        |
| Otec      | mama       |
| Dům       | suga       |
| Zub       | hiŋa       |
| Krev      | busaka     |
| Oko       | hiba       |
| Vejce     | tediri     |
| Pes       | meusu      |
| Krysa     | pururudu   |
| Ovoce     | fua        |
| Ryba      | namari     |
| Chladný   | kapɔ       |
| Horký     | daŋava     |
| Červená   | busaka     |
| Žlutá     | hekɔ       |
| Zelená    | dɔdɔli     |
| Černá     | sisibe     |
| Dobrý     | veha-na    |
| Špatný    | mukɔ       |
| Těžký     | tahu       |
| Vlhký     | bɔese      |
| Suchý     | ka-raŋɔ    |
| Jedna     | kaike-ɣu   |
| Dva       | palu-ɣu    |
| Tři       | litɔ-ɣu    |
| Čtyři     | rɔdana-ɣu  |
| Pět       | gahaɣu     |
| Šest      | ɔnɔmɔɣu    |
| Sedm      | vituɣu     |
| Osm       | hanaɣu     |
| Devět     | leɣahaɣu   |
| Deset     | tazo       |
| Sto       | kaike ɣɔbi |
| Tisíc     | kaike tɔɤa |
| Kdo       | hei        |
| Co/Proč   | heve       |
| Kde/Který | hae        |
| Kdy/Kolik | niha       |